# Tiro ai Giochi della XV Olimpiade - Carabina 300 metri tre posizioni
La competizione della carabina 300 metri tre posizioni di tiro a segno ai Giochi della XV Olimpiade si è svolta il 27 luglio 1952 al Malmi Shooting Range di Malmi Helsinki.

## Risultati
Distanza 300 metri. 40 colpi in piedi, 40 colpi in ginocchio, 40 colpi a terra.
| Pos.    | Concorrente              | Nazione          | Serie tiri | Serie tiri | Serie tiri | Punti |
| Pos.    | Concorrente              | Nazione          | a terra    | ginocchio  | in piedi   | Punti |
| ------- | ------------------------ | ---------------- | ---------- | ---------- | ---------- | ----- |
| Oro     | Anatolij Bogdanov        | Unione Sovietica | 359        | 376        | 388        | 1123  |
| Argento | Robert Bürchler          | Svizzera         | 350        | 381        | 389        | 1120  |
| Bronzo  | Lev Vajnštejn            | Unione Sovietica | 355        | 376        | 378        | 1109  |
| 4       | August Hollenstein       | Svizzera         | 354        | 370        | 384        | 1108  |
| 5       | Vilho Ylönen             | Finlandia        | 351        | 377        | 379        | 1107  |
| 6       | Robert Sandager          | Stati Uniti      | 349        | 371        | 384        | 1104  |
| 7       | Holger Erbén             | Svezia           | 347        | 376        | 379        | 1102  |
| 8       | Walther Fröstell         | Svezia           | 335        | 375        | 389        | 1099  |
| 9       | Pablo Cagnasso           | Argentina        | 342        | 369        | 381        | 1092  |
| 10      | Ambrus Balogh            | Ungheria         | 349        | 359        | 374        | 1082  |
| 11      | Erling Kongshaug         | Norvegia         | 342        | 358        | 377        | 1077  |
| 12      | Pauli Aapeli Janhonen    | Finlandia        | 348        | 351        | 378        | 1077  |
| 13      | David Schiaffino         | Argentina        | 340        | 359        | 375        | 1074  |
| 14      | Jovan Kratohvil          | Jugoslavia       | 346        | 352        | 375        | 1073  |
| 15      | Uffe Schultz Larsen      | Danimarca        | 324        | 359        | 384        | 1067  |
| 16      | Stjepan Prauhardt        | Jugoslavia       | 326        | 362        | 377        | 1065  |
| 17      | Mauritz Amundsen         | Norvegia         | 330        | 355        | 372        | 1057  |
| 18      | Emmett Swanson           | Stati Uniti      | 317        | 371        | 367        | 1055  |
| 19      | Gil Boa                  | Canada           | 322        | 359        | 372        | 1053  |
| 20      | Ferenc Décsey            | Ungheria         | 336        | 347        | 353        | 1036  |
| 21      | Dov Ben-Dov              | Israele          | 314        | 349        | 370        | 1033  |
| 22      | Rigoberto Rivero         | Venezuela        | 330        | 333        | 365        | 1028  |
| 23      | Ahmed Hamdy              | Egitto           | 303        | 332        | 373        | 1008  |
| 24      | Harihar Banerjee         | India            | 299        | 336        | 359        | 994   |
| 25      | Humberto Briceño         | Venezuela        | 270        | 343        | 371        | 984   |
| 26      | Shmuel Laviv-Lubin       | Israele          | 291        | 315        | 367        | 973   |
| 27      | Alberto Braga            | Brasile          | 288        | 323        | 351        | 962   |
| 28      | John Pearson             | Gran Bretagna    | 279        | 318        | 358        | 955   |
| 29      | Jocelyn Barlow           | Gran Bretagna    | 266        | 316        | 362        | 944   |
| 30      | Saad El-Din El-Shorbagui | Egitto           | 251        | 321        | 369        | 941   |
| 31      | Antônio Guimarães        | Brasile          | 281        | 309        | 342        | 932   |
| 32      | Alfredo Mury             | Guatemala        | 245        | 277        | 363        | 885   |